# Anita Doth
Anita Doth, pseudonimo di Anita Daniëlle Dels (Amsterdam, 28 dicembre 1971), è una cantante olandese, conosciuta come membro del duo 2 Unlimited.

## Biografia
Nel 1991, insieme al rapper Ray Slijngaard e a due produttori belgi ha fondato il duo musicale 2 Unlimited, che ben presto ha avuto successo con Get Ready for This. Il gruppo si è sciolto nel 1996 (o, meglio, è cambiata la formazione), per poi riformarsi nel 2009 con la line-up originale e con il nome Ray & Anita. Nel corso della sua carriera Anita Doth ha pubblicato anche alcuni singoli da solista: Universe (1999), Lifting Up My Life (2000), This Is Reality (2001) e Next Level (2012).